# Phentermine / topiramate
L'association phentermine / topiramate est un couple de deux principes actifs commercialisé aux États-Unis en vue du traitement préventif de l'obésité. Il a été autorisé par l'agence fédérale des médicaments des États-Unis (FDA) en février 2012 sous le nom de spécialité Qsymia.
- La phentermine 15 mg est un anorexigène de la famille des phénylbutylamines tertiaires.
- Le topiramate 92 mg est un anti-convulsif de structure hétérocyclique, indiqué dans le traitement de l'épilepsie chez l'enfant. Cette molécule présente également des propriétés d'antidépresseur et a été proposée dans les états limites et pour traiter les troubles bipolaires. Le topiramate a été étudié en traitement adjuvant du sevrage alcoolique[2].

L'agence européenne du médicament (EMA) a enregistré l'association sous le code EMEA-000826-PIP01-09. Le 29 octobre 2010 elle a refusé le projet d'étude clinique qui devait être réalisés chez l'enfant, conformément à la recommandation européenne no 1901/2006, voté par le Parlement européen.

## Efficacité
Une baisse de poids de 8 % peut être obtenue. Cette diminution se poursuit au delà de deux ans, avec la poursuite du traitement, avec une amélioration des chiffres tensionnels, de la glycémie et du bilan lipidique. Il ralentit, en particulier la progression du diabète de type 2.
Le médicament semble être au moins neutre sur le plan des accidents cardiovasculaires.

## Effets secondaires
Les principaux effets secondaires sont les paresthésies, une sécheresse buccale, une constipation ou une dysgueusie.